# Aleksandra Crvendakić
Aleksandra Crvendakić (en alphabet cyrillique serbe : Александра Црвендакић; en alphabet latin serbe : Aleksandra Crvendakić), née le 17 mars 1996 à Loznica (Yougoslavie, actuelle Serbie), est une joueuse de basket-ball serbe.

## Biographie
Elle remporte la médaille de bronze aux Jeux olympiques d'été de 2016 avec l'équipe de Serbie de basket-ball féminin.
En février 2018, elle signe un contrat avec la franchise WNBA du Storm de Seattle où elle retrouvera son équipière du club hongrois d'Euroligue de Uniqa Sopron, Crystal Langhorne.
En avril 2020, après une dernière saison à Sopron écourtée par la pandémie de Covid-19 (12,9 points à 37,8% de réussite aux tirs, 5,3 rebonds et 3,1 passes décisives pour 13 d'évaluation en 34 minutes en Euroligue), elle s'engage pour l'ASVEL.

## Palmarès

### Équipe nationale
- Médaille de bronze aux Jeux olympiques de 2016
- Médaille de bronze au Championnat d'Europe 2019
- Médaille d'or au Championnat d'Europe 2021

### Club
- Championne de Hongrie : 2015, 2016, 2017, 2018 et 2019[4]
- Coupe de Hongrie : 2015, 2017, 2019 et 2020[5]
- Finaliste du Championnat de France : 2021-22[6]